# Chambezon
Chambezon település Franciaországban, Haute-Loire megyében. Lakosainak száma 130 fő (2022. január 1.). Chambezon Lempdes-sur-Allagnon, Léotoing, Moriat és Saint-Gervazy községekkel határos.

## Népesség
A település népességének változása:
| Lakosok száma | 100  | 71   | 80   | 99   | 104  | 112  | 116  | 124  | 126  | 130  |
|               | 1968 | 1982 | 1990 | 2006 | 2013 | 2015 | 2017 | 2019 | 2020 | 2022 |